# Kokudo Chiriin
L'Autorità di informazione geospaziale del Giappone (国土地理院?, Kokudo Chiriin) o GSI (Geographical Survey Institute) è l'istituzione nazionale responsabile per il rilevamento e la mappatura della terra e della geografia del Giappone. Gli uffici principali di GSI sono nella città di Tsukuba, nella prefettura di Ibaraki.